# Desmeocraera latex
Desmeocraera latex is een vlinder uit de familie tandvlinders (Notodontidae). De wetenschappelijke naam van deze soort is voor het eerst geldig gepubliceerd in 1901 door Druce.
De soort komt voor in tropisch Afrika.